# Alper Gezeravcı
Alper Gezeravcı (Mersin, 2 de diciembre de 1979) es un piloto militar y el primer astronauta turco. Voló a la Estación Espacial Internacional al participar en un vuelo espacial especial planificado por SpaceX hacia la Estación Espacial Internacional el 18 de enero de 2024, como parte de la misión Axiom Mission 3 (Ax-3).

## Biografía
Gezeravcı nació en Silifke, Mersin, Turquía en una familia de ascendencia yörük. Ha residido en diversas provincias de Turquía debido a la profesión de su padre.
Tras obtener su título de grado en la ingeniería electrónica en la Academia de la Fuerza Aérea Turca en Estambul continuó sus estudios realizando una maestría en el Instituto de Tecnología de la Fuerza Aérea en la Base de la Fuerza Aérea Wright-Patterson en Dayton, Ohio.
El coronel piloto Alper Gezeravcı fue uno de los militares expulsados de las Fuerzas Armadas de Turquía (TSK) en 2012 como parte de la investigación sobre la conspiración de espionaje del movimiento de Gülen en Esmirna. Fue absuelto y exonerado en 2020, regresando posteriormente a las filas de las TSK.

## Carrera
Gezeravcı, quien desempeñó funciones como piloto de combate en la Fuerza Aérea Turca, llevó a cabo vuelos durante un período de 15 años, operando diversas aeronaves que incluyen T-41, SF-260, T-37, T-38, F-5, KC-135 y F-16. Además, ejerció como capitán piloto en Turkish Airlines durante 7 años. En su última posición, Gezeravcı asumió responsabilidades como Comandante del Ala Académica del Escuadrón de Estandarización en la Unidad de Comando 10 en Adana.
Dentro del marco de la misión Axiom Mission 3 de la empresa Axiom Space, el 18 de enero de 2024 a las 21:49 (UTC), tuvo lugar el lanzamiento desde el Complejo de lanzamiento del Centro Espacial Kennedy 39 en Florida, Estados Unidos, siendo el primer astronauta de Turquía.

## Viaje espacial

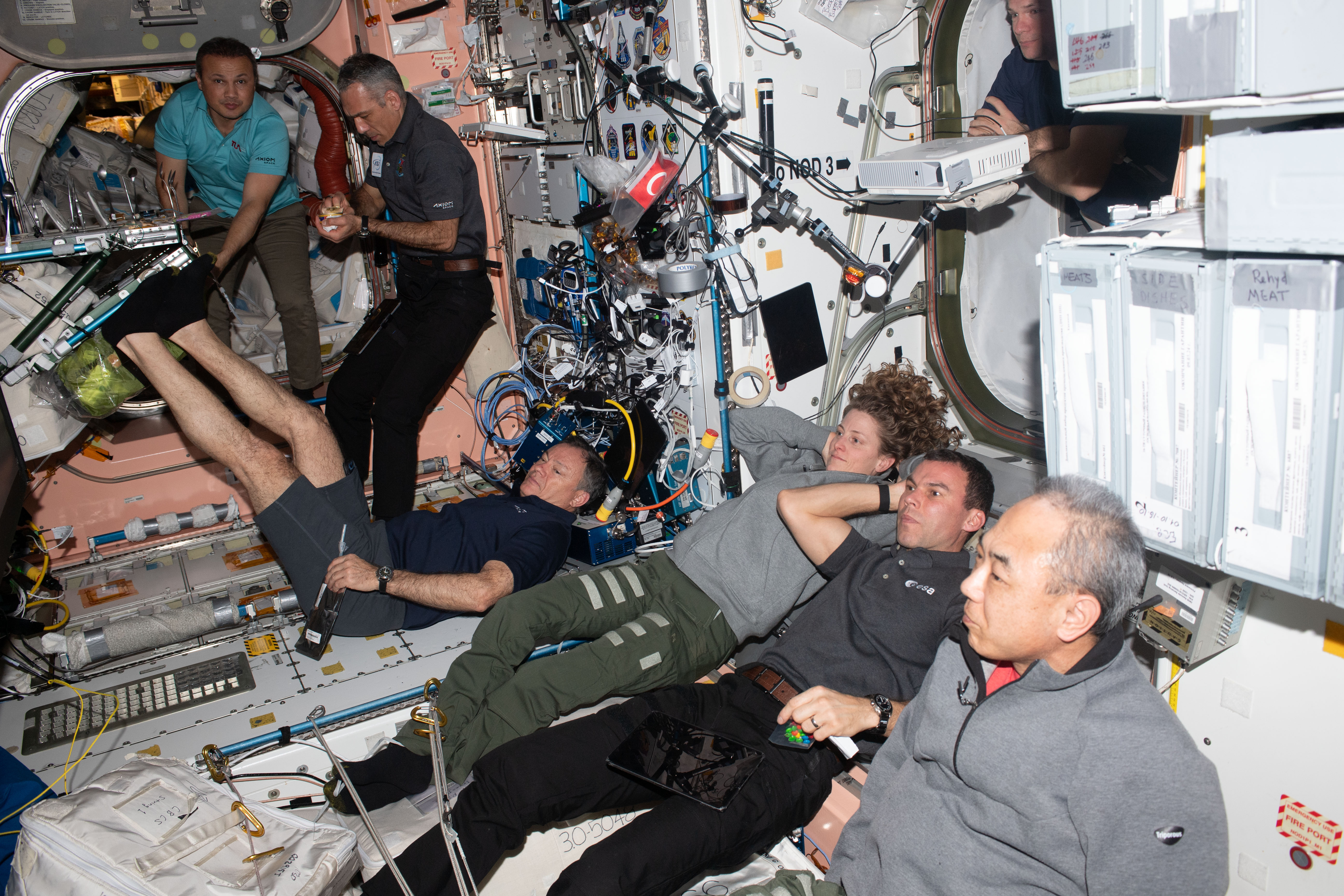
la Expedición 70 se unen para una noche de cine dentro del módulo Harmony de la Estación Espacial Internacional.

Alper Gezeravcı como el primer astronauta turco designado para una misión espacial, fue anunciado por el presidente Recep Tayyip Erdoğan el 29 de abril de 2023 durante el evento TEKNOFEST. Como parte de la misión Axiom Mission 3 programada para el último trimestre de 2023, pasará 14 días en la Estación Espacial Internacional. Junto con otros tres astronautas internacionales, Gezeravcı voló desde el Centro Espacial Kennedy en la nave espacial Crew Dragon.
Inicialmente se tenía previsto que Gezeravcı se lanzara al espacio el 17 de enero de 2024 a las 22:11 (UTC). Pero, según el comunicado emitido por SpaceX, la fecha de lanzamiento fue pospuesta para el 18 de enero de 2024 a las 21:49 (UTC).
Finalmente, el lanzamiento se llevó a cabo con éxito el 18 de enero de 2024 a las 21:49 (UTC) en el Centro Espacial Kennedy de la NASA, ubicado en Florida, Estados Unidos.
Las primeras palabras de Alper Gezeravcı en el espacio fueron una referencia al fundador de la República de Turquía, Mustafa Kemal Atatürk, expresando: «¡El futuro está en los cielos!» (en turco: İstikbal göklerdedir!).